# 白马乡 (广安市)
白马乡，是中华人民共和国四川省广安市广安区下辖的一个乡镇级行政单位。

## 行政区划
白马乡下辖以下地区：
碑梁村、洪江村、石河村、五童村、白马村、保竺村、国光村、红光村、红星村、双坝村、临江村、石梯村、四清村和盘山村。